# Fraubrunnen

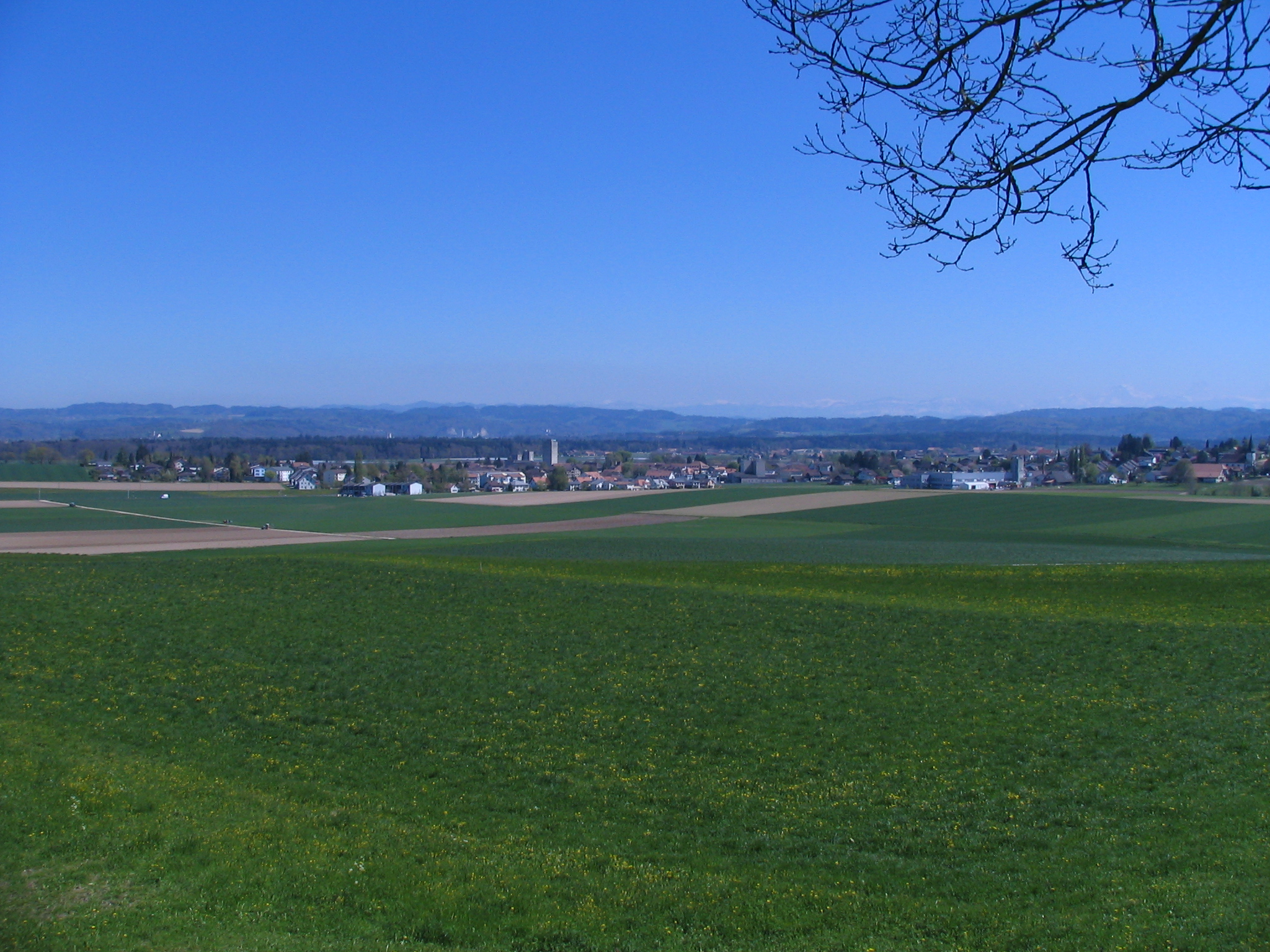
Übersicht von Westen aus gesehen

Fraubrunnen ist eine politische Gemeinde im Verwaltungskreis Bern-Mittelland im Kanton Bern in der Schweiz. Seit dem 1. Januar 2014 umfasst die Gemeinde nach einem grossen regionalen Fusionsprojekt neben der Ortschaft Fraubrunnen auch die Dörfer und ehemaligen Gemeinden Büren zum Hof, Etzelkofen, Grafenried, Limpach, Mülchi, Schalunen und Zauggenried.

## Geographie
Fraubrunnen liegt knapp 20 km von den Städten Bern und Solothurn sowie gut 10 km von der Stadt Burgdorf und von Zürich 109 km entfernt. Das Gemeindegebiet reicht von der Autobahn A1 bis ins Limpachtal und von der Emme bis zum Höhenrücken im nordöstlichen Teil des Rapperswiler Plateaus.
Die Fläche des 31,91 km² (Stand 2024) grossen Gemeindegebiets umfasst einen Abschnitt des zentralen Berner Mittellandes. Im grösseren östlichen Gemeindeteil liegt das Fraubrunnenmoos, das von der Urtenen nach Norden zur Emme entwässert wird. Auch die in dieser Ebene liegenden ausgedehnten Waldgebiete Erlen-Ischlag und Fraubrunnen-Rüdtligen-Wald gehören zur Gemeinde. Nach Westen erstreckt sich der Gemeindeboden über die Mulde von Fraubrunnen auf die angrenzenden Höhen des Rapperswiler Plateaus. Dazu zählen der Binelwald (535 m ü. M.), das Cholholz (542 m ü. M.) und die Rodungsinsel von Unterberg. Die höchste Erhebung von Fraubrunnen wird auf dem Buech-Ischlag (Etzelkofen) mit 595 m ü. M. erreicht. Tiefster Punkt der Gemeinde ist das Aetigemoos (Limpach) mit 465 m ü. M.
Zu Fraubrunnen gehören die Weiler Binnel (508 m ü. M.) und Unterberg (555 m ü. M.) auf dem Rapperswiler Plateau, Bischof (505 m ü. M.) auf dem Höhenrücken südlich von Schalunen und einige Einzelhöfe. Nachbargemeinden von Fraubrunnen sind Aefligen, Buchegg, Bätterkinden, Iffwil, Jegenstorf, Kernenried, Lyssach, Messen, Rüdtligen-Alchenflüh und Unterramsern.

## Bevölkerung
Mit 5498 Einwohnern (Stand 31. Dezember 2023) gehört Fraubrunnen zu den mittelgrossen Gemeinden des Kantons Bern. Die Bevölkerungszahl des Dorfes Fraubrunnen belief sich 1850 auf 525 Einwohner, 1900 auf 456 Einwohner. Im Verlauf des 20. Jahrhunderts stieg die Bevölkerungszahl langsam aber kontinuierlich an. Seit 1970 (726 Einwohner) stieg durch Neuansiedelungen die Einwohnerzahl innerhalb von 30 Jahren auf das Doppelte an.
Fraubrunnen fusionierte am 1. Januar 2014 mit sieben weiteren Gemeinden zur neuen Gemeinde Fraubrunnen, wodurch die Einwohnerzahl seither die Gesamtbevölkerung der Gemeinde abbildet.

## Politik
Legislative
Die rund 3900 (Stand 2022) Stimmberechtigten der Gemeinde Fraubrunnen bilden als Gemeindeversammlung (Legislative) das oberste Organ der politischen Gemeinde.
Exekutive
Die sieben Mitglieder des Gemeinderates werden im Verhältniswahlverfahren (Proporz) für eine Amtsdauer von vier Jahren gewählt. Zusammensetzung für die Legislaturperiode 2022–2025: 3 Mitte, 2 SVP, 2 Forum Fraubrunnen.
Die Gemeindepräsidentin oder der Gemeindepräsident wird im Mehrheitswahlverfahren (Majorz) gewählt. Gemeindepräsident (Stand 2024) ist seit 2014 Urs Schär (BDP), Vizegemeindepräsident Peter Iseli (SVP Region Fraubrunnen). Die letzten Gemeindewahlen fanden am 24. November 2021 statt.
Nationale Wahlen
Bei den Nationalratswahlen 2023 betrugen die Wähleranteile in Fraubrunnen (in Klammern die Veränderung im Vergleich zu den Wahlen 2019 in Prozentpunkten): SVP 32,55 % (−0,39), SP 15,08 % (+3,68), Mitte 14,72 % (−0,90), glp 10,47 % (+0,47), Grüne 9,31 % (−2,51), FDP 6,14 % (−1,05), EVP 5,36 % (+0,11), EDU 2,52 % (+0,50), Aufrecht 2,1 % (+2,1), Weitere 1,76 % (−2,01).

## Wirtschaft

### Ortschaften neben Fraubrunnen
- Büren zum Hof
- Etzelkofen
- Grafenried
- Limpach
- Mülchi
- Schalunen
- Zauggenried

### Ortschaft Fraubrunnen

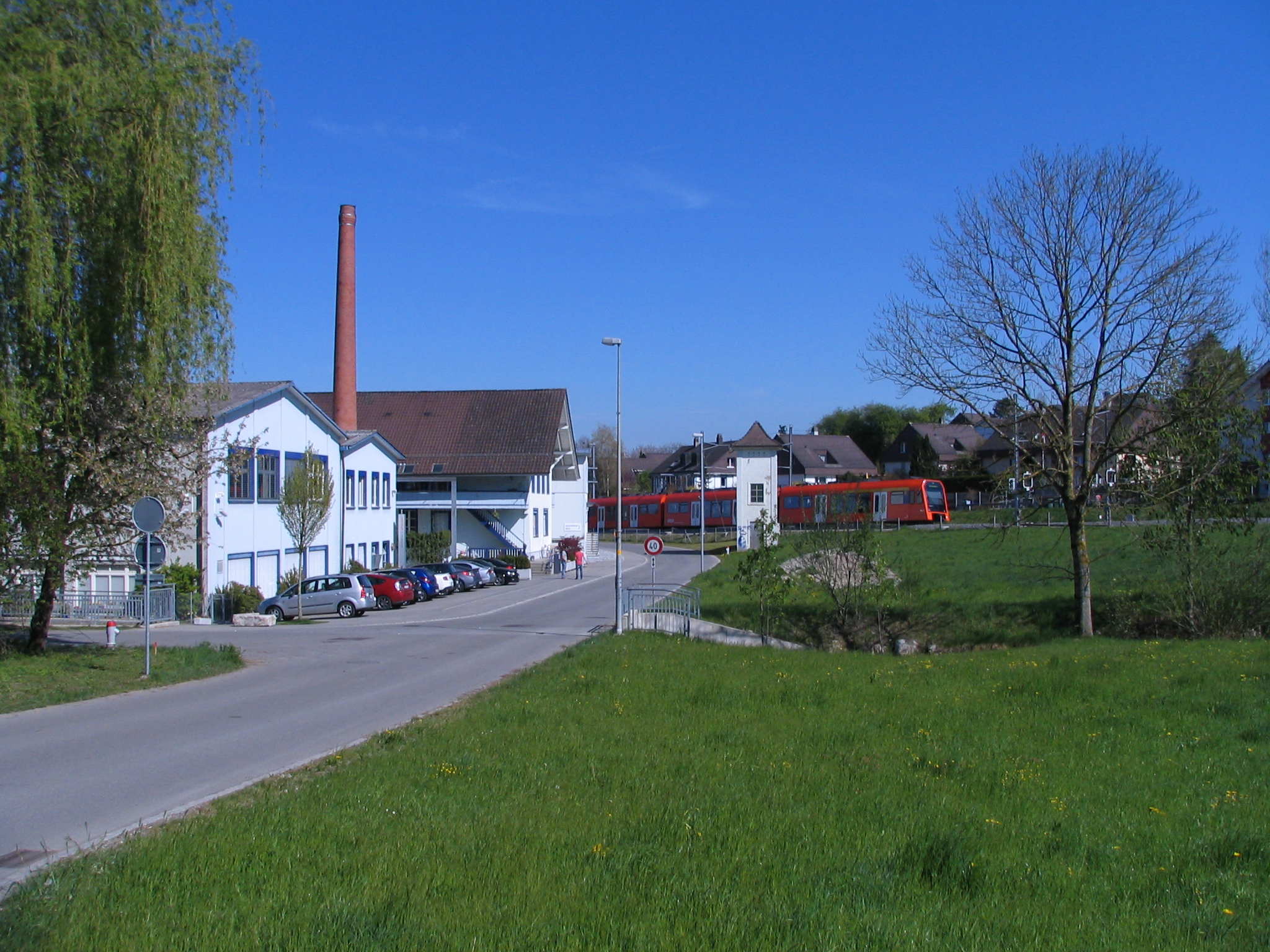
Fraubrunnen: Gewerbe und Bahn (Kirchgasse)

Fraubrunnen war bis in die zweite Hälfte des 20. Jahrhunderts ein vorwiegend durch die Landwirtschaft geprägtes Dorf. Schon im 18. Jahrhundert gab es in Fraubrunnen Mühlen und eine Nagelschmiede sowie Salz- und Kornhäuser. Noch heute haben der Ackerbau, der Obstbau, die Milchwirtschaft und die Forstwirtschaft einen gewissen Stellenwert in der Erwerbsstruktur der Bevölkerung.
Zahlreiche weitere Arbeitsplätze bieten Gewerbe und Industrie sowie der Dienstleistungssektor an. Ein bedeutender alteingesessener Betrieb ist unter anderem eine Handelsmühle, die aus der ehemaligen Klostermühle hervorgegangen ist. Seit den 1960er Jahren bestehen in Fraubrunnen Firmen des Landmaschinenbaus, der Elektrobranche, des Bau- und Transportgewerbes, der Informatik sowie eine Druckerei.
Als grösste Ortschaft erfüllt Fraubrunnen die Funktion als ländlicher Zentralort im regionalen Umland. In den letzten Jahrzehnten hat sich das Dorf zu einer Wohngemeinde entwickelt. Neue Wohnquartiere entstanden am Rand des Tafelenfeldes, im Fraubrunnenmoos und auf der Anhöhe des Wittenbergfeldes.

## Verkehr

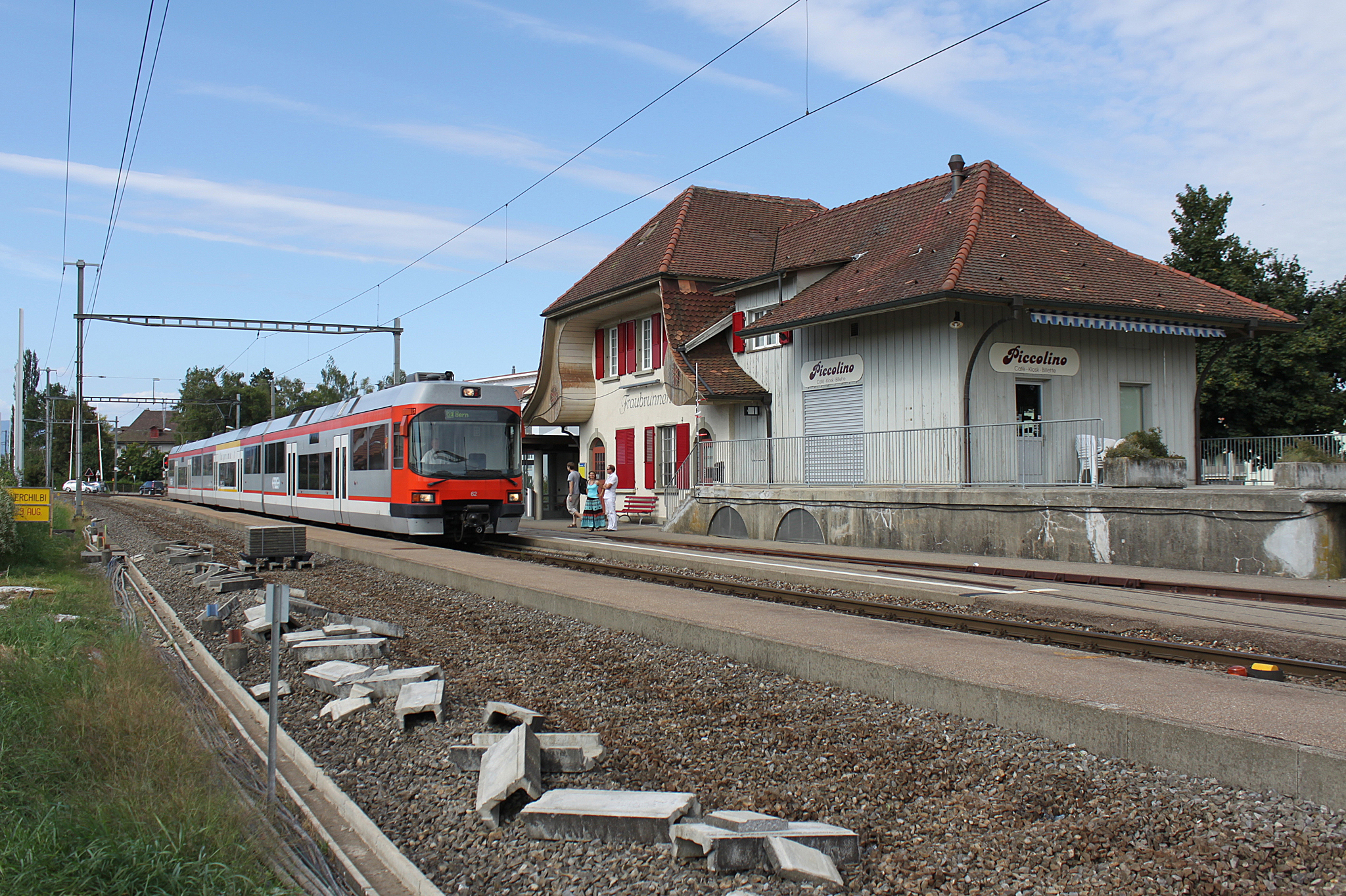
Bahnhof Fraubrunnen und RBS-Zug

Die Gemeinde ist verkehrsmässig gut erschlossen. Sie liegt an der alten Hauptstrasse von Bern nach Solothurn. Der nächste Anschluss an die Autobahn A1 (Bern–Zürich) befindet sich rund 5 km vom Ortskern entfernt bei Kirchberg. Am 10. April 1916 wurde der Abschnitt Zollikofen–Solothurn der Elektrischen Schmalspurbahn Solothurn–Bern (heute Regionalverkehr Bern–Solothurn) mit einem Bahnhof in Fraubrunnen in Betrieb genommen. Die Gemeinde Fraubrunnen verfügt total über vier Bahnhaltestellen (Büren zum Hof, Fraubrunnen, Grafenried, Schalunen). Von den Stationen Fraubrunnen und Grafenried fahren die Züge in beiden Richtungen im 30-Minuten-Takt, von Büren zum Hof und Schalunen im Stundentakt. Ebenfalls bestehen diverse Busverbindungen.

## Geschichte
Das Gemeindegebiet von Fraubrunnen war schon sehr früh besiedelt. Im Binelwald und im Rüdtligenwald wurden im 19. Jahrhundert Tumuli aus der Hallstattzeit und der Latènezeit ausgegraben. Aus der Römerzeit sind Überreste von Mauerwerk verschiedener Gebäude und von Strassenanlagen und Münzfunde bekannt.

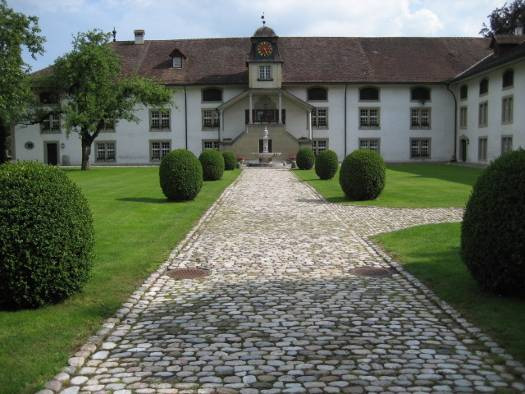
Ehemaliges Kloster und späteres Schloss (Nordansicht)

Die Geschichte des Dorfes Fraubrunnen hängt eng mit dem dort im Mittelalter entstandenen Zisterzienserinnenkloster zusammen. Die Grafen von Kyburg übergaben im Jahr 1246 ihren Grundbesitz in der Nähe von Grafenried dem Zisterzienserorden, der das Kloster Fraubrunnen gründete, das bald zu einem bedeutenden Frauenkloster in der Schweiz wurde. Es lag bei der damals schon bestehenden Siedlung Mülinen, die erst später wegen des Klosters den Namen Fraubrunnen erhielt. Vom lateinischen Klosternamen Fons beatae Mariae (Quelle der heiligen Jungfrau Maria) ist der deutsche Ortsname abgeleitet, der urkundlich erstmals 1267 als Frouwenbrunnen bezeugt ist. Später kamen die Bezeichnungen Vrouwenbrunnen (1303), Frowenbrunnen (1305) und Fraubronnen (1724) vor.
Durch Schenkungen und Erwerbungen gelangte das Kloster rasch zu reichem Grundbesitz in der Umgebung und am Bielersee. Als die Gugler 1375 das Kloster überfielen und brandschatzten, wurde auch das Dorf Fraubrunnen in Mitleidenschaft gezogen. Auf dem Tafelenfeld nördlich des Dorfes besiegten die Truppen der Stadt Bern die Gugler und vertrieben sie aus der Region.
Im Jahr 1406 kam die Hohe Gerichtsbarkeit über Fraubrunnen aus der Hand der Neu-Kyburger an die Stadt Bern. Nachdem das Geschlecht der Kyburger 1420 ausgestorben war, gelangte die Ortschaft definitiv unter die Oberhoheit von Bern und wurde dem Landgericht Zollikofen zugeteilt. Nach der Einführung der Reformation hob Bern das Kloster im Jahr 1528 auf, und auf der Grundlage von dessen Ländereien entstand die Landvogtei Fraubrunnen. Die Konventgebäude wurden teilweise abgebrochen – die Klosterkirche im Jahr 1535 – und die übrig gebliebenen Bauten zu einem Schloss umgebaut, das fortan dem Landvogt als Amtssitz diente. Der erste bernische Landvogt Erhart Kindler kam schon im Jahr 1527 nach Fraubrunnen.

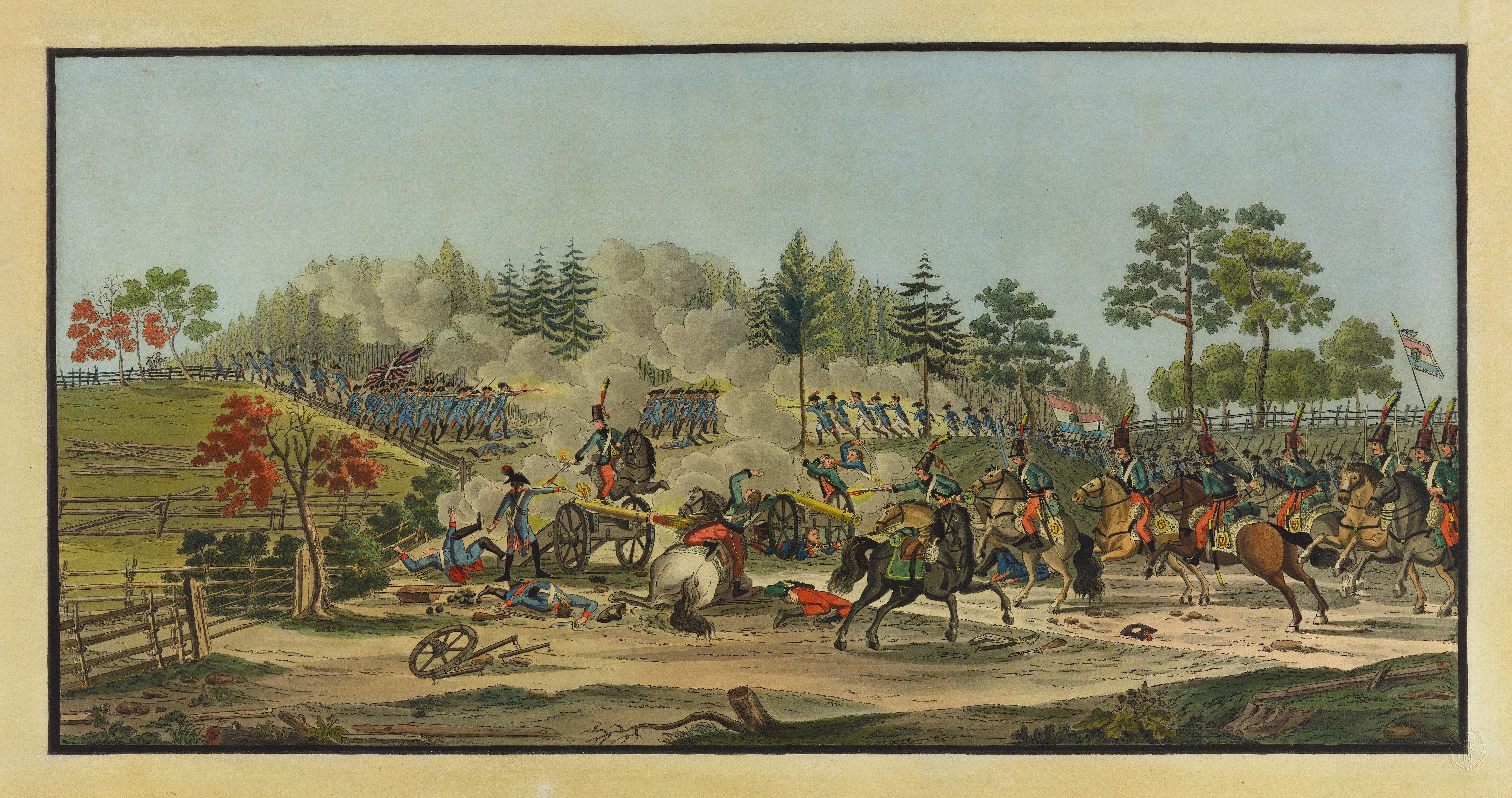
1798: Gefecht der Franzosen gegen die Berner

Beim Einmarsch der französischen Armee in die Schweiz kam es 1798 auf dem Tafelenfeld zu einer Schlacht zwischen den napoleonischen Truppen und dem bernischen Auszug, der geschlagen wurde. Nach dem Zusammenbruch des Ancien Régime gehörte Fraubrunnen während der Helvetik zum Distrikt Zollikofen. Ab 1803 war es Hauptort des Oberamts Fraubrunnen, das mit der neuen Kantonsverfassung von 1831 den Status eines Amtsbezirks erhielt. Durch die Entwässerung und Melioration des Sumpfgebiets im Fraubrunnenmoos wurde 1848–1849 und 1918–1919 viel neues Kulturland gewonnen.

Luftbild aus 500 m von Walter Mittelholzer (1925)

Im Laufe des letzten Jahrhunderts fanden wie überall tiefgreifende Veränderungen statt. Durch den Bahnanschluss mit guten Verbindungen nach Bern und Solothurn entwickelte sich Fraubrunnen langsam von der reinen Landwirtschaftsgemeinde zu einer aufstrebenden Agglomerationsgemeinde. Fraubrunnen verfügt über viele Miet- und Eigentumswohnungen, was dazu führt, dass sehr viele Einwohner zur Arbeit in die umliegenden Städte pendeln. Diese Entwicklung ist in den einzelnen Dörfern unterschiedlich spürbar; einige haben den typischen Bauerndorfcharakter behalten. Genau diese Unterschiede prägen die Gemeinde Fraubrunnen und unterstreichen deren Vielfältigkeit.

## Gemeindefusion
Ausgangslage: Die anstehenden und zum Teil bereits realisierten Reformen im Kanton Bern, die immer schwieriger zu besetzenden Behördensitze und die Professionalisierung der Verwaltungen bewogen die Gemeinderäte der Gemeinden Büren zum Hof, Etzelkofen, Fraubrunnen, Grafenried, Limpach, Mülchi, Schalunen und Zauggenried, miteinander Fusionsabklärungen aufzunehmen.
Phase I «Grundsatzabklärungen»: Am 21. November 2011 hiessen die Stimmbürger aller acht Gemeinden mit grossem Mehr die Weiterführung der Fusionsabklärungen gut.
Phase II «Fusionsvertrag und Reglemente»: Diese wurden erarbeitet und den Stimmberechtigten im November 2012 zum Entscheid vorgelegt, zusammen mit dem Fusionsvertrag.
Fusionsabstimmung: Am 24./25. November 2012 fällten die Stimmbürger aller acht Gemeinden den definitiven Fusionsentscheid. Die Stimmbeteiligung lag durchschnittlich bei 52 %, und der Fusionsvertrag wurde mit rund 82 % Ja-Stimmen deutlich angenommen.
Phase III «Vorbereitung der Umsetzung»: Im Jahr 2013 wurden die Vorbereitungsarbeiten (Harmonisierung der Informatik, der Reglemente, der Versicherungen, der Archive etc.) in Angriff genommen und durchgeführt. Auf der politischen Ebene wurden im ersten Halbjahr 2013 die neuen Gemeinderäte gewählt. Dabei bestimmte jedes Dorf seine Vertreter selbstständig. Am 15. Dezember 2013 wählten die Stimmbürger aller acht Gemeinden an der Urne Urs Schär zum neuen Gemeinderatspräsidenten.
Start der neuen Gemeinde: Am 1. Januar 2014 startete die neue Gemeinde Fraubrunnen als Rechtsnachfolgerin von Büren zum Hof, Etzelkofen, Fraubrunnen, Grafenried, Limpach, Mülchi, Schalunen und Zauggenried. Die einzelnen Dörfer behalten ihre Namen. Der Charakter und die Identität der Dörfer sollen auch in Zukunft erhalten bleiben.

## Sehenswürdigkeiten

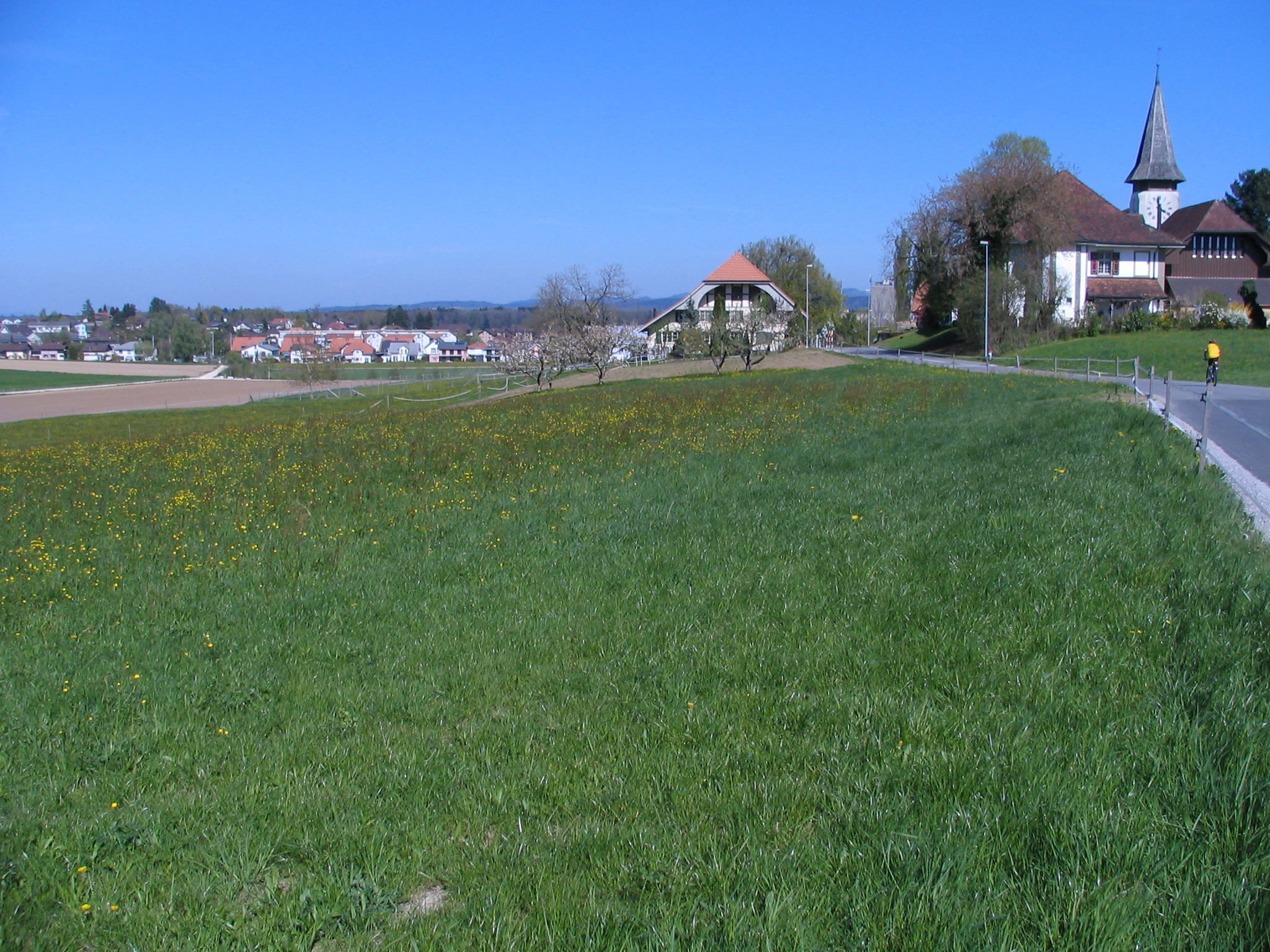
Fraubrunnen (links) und die Kirche Grafenried

- Das zweiflüglige Schloss Fraubrunnen entspricht in der Grundstruktur den Hauptgebäuden des nach 1280 wiederaufgebauten Klosters und hat durch umfangreiche Veränderungen im 16. Jahrhundert und im 18. Jahrhundert die heutige, von barocken Elementen geprägte Gestalt angenommen.[12]
- Denkmäler auf dem Tafelenfeld: Guglerdenkmal (1824) und Franzosendenkmal (1898)[13]
- In der Gemeinde Fraubrunnen stehen grosse Bauernhäuser aus dem 18. und 19. Jahrhundert.
- In der neuen Gemeinde Fraubrunnen bestehen drei reformierte Kirchgemeinden.[14] Dies sind die Kirchgemeinde Grafenried (zuständig für die Dörfer Fraubrunnen, Grafenried, Zauggenried), die Kirchgemeinde Limpach (Limpach, Büren zum Hof, Schalunen) sowie die Kirchgemeinde Messen (Etzelkofen und Mülchi). Alle drei Kirchgemeinden verfügen über ältere Kirchen (Infos siehe in der Liste der Kulturgüter in Fraubrunnen). Seit dem Abbruch der Klosterkirche im 16. Jahrhundert gab es im Dorf Fraubrunnen kein Gotteshaus mehr. Die Ortschaft gehört zur reformierten Pfarrei Grafenried. Die Pfarrkirche steht auf einer Anhöhe nördlich der Dorfsiedlung Grafenried, nahe der ehemaligen Gemeindegrenze zu Fraubrunnen.
- Weitere Sehenswürdigkeiten der Gemeinde Fraubrunnen finden sich unter den Einträgen der einzelnen Dörfer.